# Paratomapoderus calceatus
Paratomapoderus calceatus es una especie de coleóptero de la familia Attelabidae.

## Distribución geográfica
Habita en Camerún, Gabón, Guinea, Nigeria y República Democrática del Congo.